# 俵美術館
俵美術館（たわらびじゅつかん）は、兵庫県芦屋市にある、おもに工芸品を展示する美術館。美術館の玄関横に2体の大きな石像が建つ。

## 概要
江戸時代の筆記道具「矢立」をコレクションする日本で唯一の美術館である。七宝や蒔絵などで装飾されたものを含む様々な矢立1500点余りを収蔵し、約150点を常設展示している。矢立以外にも、根付、目貫、煙草入、髪油壺など江戸時代の美術工芸品を多数展示している。
日本博物館協会会員館。博物館法に基づく兵庫県教育委員会登録博物館である。またひょうごっ子ココロンカードの対象施設になっている。
開館以来、運営は、公益財団法人俵美術館（2012年3月までは財団法人）が行っている。

## 開館時間・休館日
- 開館時間 - 10:00-17:00(入館は16:30まで)
- 休館日 - 月曜日(祝日の場合は翌日)、夏季7/11～8/10、冬季12/11～1/10

## 交通アクセス
- 芦屋川駅（阪急神戸本線）から徒歩2分 /　JR芦屋駅（JR神戸線）から徒歩10分[6]

## 周辺情報
- 芦屋市立美術博物館
- 虚子記念文学館
- 芦屋市谷崎潤一郎記念館
- 滴翠美術館
- ヨドコウ迎賓館
- エンバ中国近代美術館